# Congo aux Jeux olympiques d'été de 2024
La République du Congo (Congo-Brazzaville) participe aux Jeux olympiques de 2024 à Paris. Il s'agit de sa 14e participation à des Jeux olympiques d'été.
L'athlète Natacha Ngoye Akamabi est nommée porte-drapeau de la délégation pour la deuxième fois consécutive, en compagnie du nageur Freddy Mayala.

## Nombre d’athlètes qualifiés par sport
Voici la liste des qualifiés et sélectionnés guyaniens par sport (remplaçants compris) :
| Sport           | Hommes | Femmes | Total |
| --------------- | ------ | ------ | ----- |
| Athlétisme      | 0      | 1      | 1     |
| Natation        | 1      | 1      | 2     |
| Tennis de table | 1      | 0      | 1     |
| Total           | 2      | 2      | 4     |

## Résultats

### Athlétisme
| Athlètes              | Épreuve       | Premier tour (ou tour préliminaire) | Premier tour (ou tour préliminaire) | Repêchage (ou premier tour) | Repêchage (ou premier tour) | Demi-finales | Demi-finales | Finale   | Finale   |
| Athlètes              | Épreuve       | Temps                               | Rang                                | Temps                       | Rang                        | Temps        | Rang         | Temps    | Rang     |
| --------------------- | ------------- | ----------------------------------- | ----------------------------------- | --------------------------- | --------------------------- | ------------ | ------------ | -------- | -------- |
| Natacha Ngoye Akamabi | 100 m féminin | 11 s 34                             | 1re                                 | 11 s 36                     | 41e                         | Éliminée     | Éliminée     | Éliminée | Éliminée |

### Natation
| Athlète         | Épreuve                  | Séries  | Séries | Demi-finales | Demi-finales | Finale   | Finale   |
| Athlète         | Épreuve                  | Temps   | Rang   | Temps        | Rang         | Temps    | Rang     |
| --------------- | ------------------------ | ------- | ------ | ------------ | ------------ | -------- | -------- |
| Freddy Mayala   | 50 m nage libre masculin | 27 s 52 | 65e    | Éliminé      | Éliminé      | Éliminé  | Éliminé  |
| Vanessa Bobimbo | 50 m nage libre féminin  | 33 s 01 | 73e    | Éliminée     | Éliminée     | Éliminée | Éliminée |

### Tennis de table
Saheed Idowu, lui qui avait concouru aux Jeux olympiques de 2012, reçoit une nouvelle invitation à concourir en simple masculin
| Athlète(s)   | Compétition   | 1er tour             | 2e tour          | 3e tour          | Quarts de finale | Demi-finales     | Finale / MB      | Rang |
| Athlète(s)   | Compétition   | Adversaire Score     | Adversaire Score | Adversaire Score | Adversaire Score | Adversaire Score | Adversaire Score | Rang |
| ------------ | ------------- | -------------------- | ---------------- | ---------------- | ---------------- | ---------------- | ---------------- | ---- |
| Saheed Idowu | Simple hommes | Källberg Défaite 3-4 | Éliminé          | Éliminé          | Éliminé          | Éliminé          | Éliminé          | =33e |